# Fredrik Lilljekvist
Johan Fredrik Lilljekvis (Stoccolma, 8 ottobre 1863 – Stoccolma, 18 dicembre 1932) è stato un architetto svedese.
É noto per il suo controverso restauro del Castello di Gripsholm e come l'architetto del nuovo edificio del Teatro Reale Drammatico di Stoccolma.

## Biografia
Lilljekvist nacque nella parrocchia di Klara a Stoccolma, figlio di un fotografo. Studiò architettura presso l'Istituto Reale di Tecnologia, dove si diplomò nel 1884, e presso la Reale Accademia delle Belle Arti dal 1884 al 1887. Lavorò come architetto nella sua città natale dal 1988 e si occupò del Castello di Gripsholm nel 1895. Nell'ultima parte della sua vita si è occupato di urbanistica, in particolare lavorò per l'Överintendentämbetet, più tardi si occupò del National Board of Public Building (Byggnadsstyrelsen, ora Statens fastighetsverk) dove lavorava come byggnadsråd (consigliere edile) e capo del dipartimento dal 1918 al 1930.

## Il restauro di Gripsholm
Durante il suo periodo all'Accademia, Lilljekvist ha lavorato con lo storico d'arte Gustaf Upmark nella documentazione del Castello di Gripsholm. Su sua iniziativa, disegnò un piano di ristrutturazione del Castello che fu esposto alla mostra primaverile dell'Accademia, nel 1888. Ha continuato a lavorare sui piani negli anni successivi e quando fu nominato capo dei lavori di restauro del Gripsholm, questi vennero utilizzati in una forma modificata. I suoi progetti erano influenzati dall'ideologia di restauro di Violette-le-Duc, secondo cui un edificio dovrebbe essere riportato al suo stile originale e allo stato in cui i suoi ideatori avrebbero voluto vederlo. Il principale rappresentante di questa scuola di pensiero è stato Helgo Zettervall. In questo caso, l'ideale era l'architettura rinascimentale del primo periodo Vasa (1523 - 1611). Un'ideologia opposta fu quella che poi si impose in Svezia nei primi anni del XX secolo, ovvero quella di restaurare gli edifici in un modo che potessero mostrare rispetto per la loro storia. Le opere di Lilljekvist furono severamente criticate in un articolo del giornale Dagens Nyheter di Verner von Heidenstam, il quale suggerì di porre un'iscrizione all'entrata del castello in finto svedese arcaico "An̄o Domini 1893 gjordes detta gambla hus ændnu gamblare" (An̄o Domini 1893, questa casa è stata resa più antica di prima). Successivamente, Lilljekvist lavorò su un restauro meno radicale, quello della Cattedrale di Strängnäs insieme a Sigurd Curman, un rappresentante dei nuovi ideali.

## Nuovi edifici nel 1890
Molti dei suoi nuovi edifici del 1890 e degli anni intorno alla fine del secolo, furono progettati secondo uno stile influenzato dall'architettura rinascimentale o barocca. Egli fu uno degli architetti del nuovo ricco sobborgo di Djursholm dove costruì una cappella e diverse ville private, tra cui una per sé. Per l'Esposizione Generale d'Arte e Industriale di Stoccolma (1897), Lilljekvist collaborò con Ferdinand Boberg alla costruzione della grande "sala industriale" con la sua cupola. Probabilmente, la cupola fu influenzata dallo stile di quella costruita da Martin Nyrop sulla sala principale dell'Esibizione di Copenhagen del 1888, sebbene Boberg e Lilljekvist aggiunsero quattro alte torri, simili a minareti, collegati alla cupola tramite dei ponti.

## Il Teatro Reale Drammatico

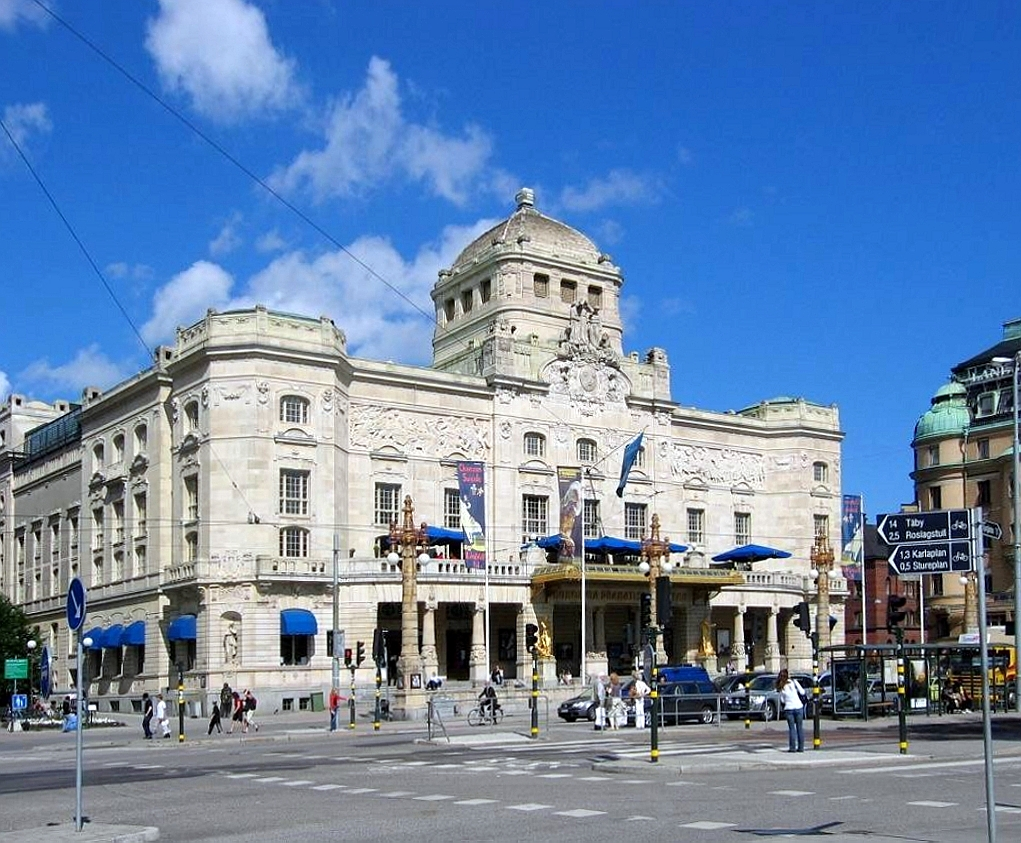
Il teatro drammatico reale

Nel 1901 contribuì al progetto del Teatro Reale Drammatico. Iniziò da un disegno classico, che avrebbe poi sviluppato in uno stile più barocco. Alla fine sviluppò un progetto ispirato, in parte, da volumi di architettura neo-barocca con l'aggiuntadi ornamenti e sculture prese in prestito dalla natura svedese ma con influenze dell'Art Nouveau continentale, la quale, al tempo della costruzione dell'edificio nel 1908, stava già passando di moda.
L'architetto Carl Westman, il cui ideale era più austero, criticò l'edificio per la sua decorazione sgargiante. Secondo la visione di Westman, la decorazione dell'edificio dovevano essere come gli ornamenti di un'armatura cavalleresca, piuttosto che come le balze e i fiori di un vestito da donna. Lilljekvist ribatté che un teatro drammatico non deve necessariamente apparire cupo, come un cavaliere in armatura. A Talia, come donna, potevano essere concessi i suoi fiori e le sue balze, piuttosto che vestirla di sacco e cenere, "potrebbe incontrarci amichevoli e sorridenti, purché il sorriso sia casto e l'abito bianco".
Ulteriori critiche sono state rivolte all'edificio del teatro e al suo architetto a causa delle sue spese enormi e non calcolate, per questo motivo, gli sono più stati commissionati progetti di dimensioni simili. Negli anni successivi, ha lavorato a diversi progetti per gli edifici delle ambasciate svedesi all'estero, e l'ultimo decennio e mezzo della sua vita è stato interamente dedicato alla pianificazione urbana. Dal 1918 al 1930, ha ricoperto il ruolo di capo dell'ufficio di pianificazione urbana del National Board of Public Building.